# Sinnflut
Sinnflut ist ein deutschsprachiges, neoklassisches Musikprojekt, das besonders in der Schwarzen Szene rezipiert wird. Der Name bedeutet „Flut der Sinne“. Die Aussprache ähnelt dem Begriff der Sintflut und spielt mit dessen Bedeutung.

## Geschichte
Sinnflut wurde offiziell 1998 von Magnus Bartsch und Manuel Bartsch in Leipzig gegründet. Das deutschsprachige Musikprojekt widmet sich der musikalischen Interpretation lyrischer und epischer Texte. Die Band wird neben Lacrimosa, Das Ich, Relatives Menschsein und ab 2021 mit Janus in Verbindung gebracht. Laut Dark-News gelten Sinnflut als „zweifelsohne die letzten (mir bekannten) Vertreter der Neuen Deutschen Todeskunst“.
Die Veröffentlichungen Band 1 – Vergessene Melodien, Band 2 – Wortlosigkeit und Band 3 – Das Vermächtnis erfolgten unter dem Label Ontogenesis Publishing. Gefüge – Teil 1 und Gefüge – Teil 2 erschienen 2003 zeitgleich als Doppel-Release. Der Vertrieb erfolgte über Icare Media Distribution. 2007 unterzeichneten Sinnflut bei Biohazzard Records (Danse Macabre) und veröffentlichten dort 2008 ihr 6. Studioalbum Epik sowie 2021 bei Danse Macabre ihr erstes Konzeptalbum Schnee.

## Zusammenarbeit
Das 2008 erschienene Album Epik entstand erstmals in Zusammenarbeit mit Gastmusikern. Dazu zählten Michael Krahn (Gitarre) und Natalie Pereira Dos Santos, Sängerin und Frontfrau der Formation The Blue Season und Envinya.
2021 arbeitete Sinnflut für die Aufnahmen des Konzeptalbums Schnee mit dem Gesangsduo Klanggedanken zusammen.

## Diskografie

### Alben
- 2000: Band 1 – Vergessene Melodien (CD)
- 2001: Band 2 – Wortlosigkeit (CD)
- 2001: Band 3 – Das Vermächtnis (CD)
- 2003: Gefüge – Teil 1 (CD)
- 2003: Gefüge – Teil 2 (CD)
- 2008: Epik (CD)
- 2021: Schnee (Digital Release)

### EPs und Singles
- 2004: Im Anblick meines Augenblicks (EP)

### Kompilationen-Beiträge
- 2005: Seelenwinter (auf Voices of Darkness II)
- 2004: Rotes Meer (auf Schwarzes Leipzig Sampler 1)
- 2004: Die Königin (auf Voices of Darkness)
- 2002: Doch nur ein schwaches Schweigen (auf Astan Sampler 15)

## Artikel
- Amboss-Mag (Reviews, Interviews) (Memento vom 6. Dezember 2002 im Internet Archive)
- Obliveon (Reviews, Interviews) (Memento vom 24. Februar 2017 im Internet Archive)
- Darkweb (Review) (Memento vom 12. März 2008 im Internet Archive)
- Dark-News (Review)